# Regatta bij Argenteuil
Regatta bij Argenteuil (Frans: Régates à Argenteuil) is een schilderij van Claude Monet. Hij schilderde het rond 1872 in de buitenlucht. Sinds 1986 maakt het deel uit van de collectie van het Musée d'Orsay in Parijs.

## Voorstelling
Monet woonde van 1871 tot 1878 in Argenteuil, tegenwoordig een voorstad van Parijs. Daar schilderde hij tientallen schilderijen van de Seine, die daar zijn breedste punt in de regio bereikt. Sinds 1850 werden hier regattas gehouden die op zondagen veel toeschouwers trokken. Mogelijk maakte Monet bij het schilderen van Regatta bij Argenteuil gebruik van de atelierboot die hij voor zichzelf gemaakt had en die Édouard Manet in Monet en zijn vrouw op de atelierboot heeft vastgelegd.
Hoewel de impressionistische beweging pas een paar jaar later opgericht zou worden, vertoont Regatta bij Argenteuil alle kenmerken van de stijl. Monet was vooral geïnteresseerd in het samenspel van licht en water. De huizen, zeilen en bomen zijn kleurvlakken die gefragmenteerd weerspiegeld worden in het water. De naast elkaar geplaatste penseelstreken in complementaire kleuren geven het schilderij een krachtige uitstraling.

## Herkomst
- 1876: Gustave Caillebotte koopt het schilderij van Monet.
- 1894: nagelaten aan de staat. Het werk wordt tentoongesteld in het Musée du Luxembourg.
- 1929: overgebracht naar het Louvre.
- 1947: overgebracht naar de Galerie nationale du Jeu de Paume.
- 1986: overgebracht naar het Musée d'Orsay.

## Afbeeldingen

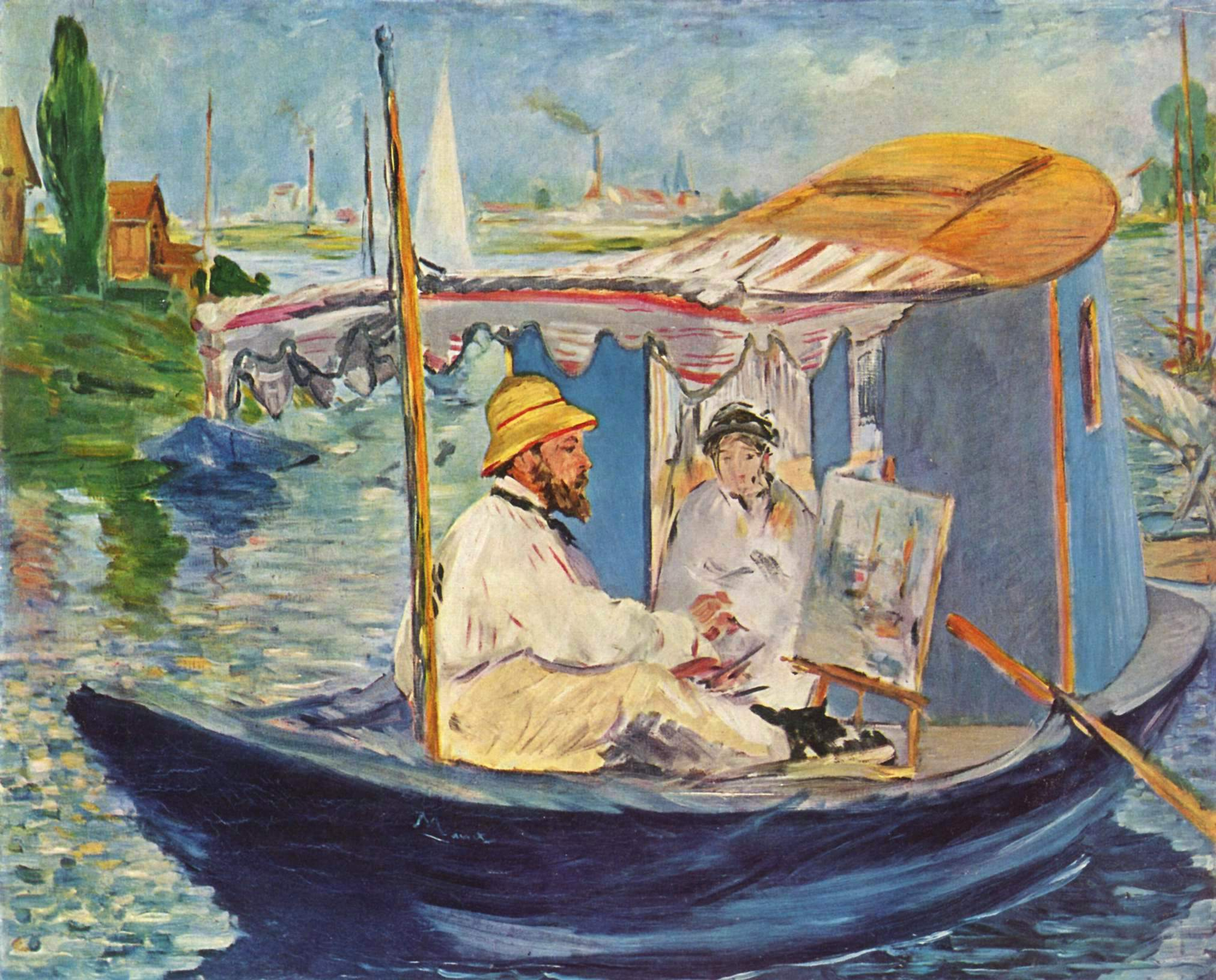
Monet en zijn vrouw op de atelierboot - Édouard Manet